# Neil Young Archives
Neil Young Archives es el nombre de un proyecto de larga duración del músico canadiense Neil Young. Comenzó como una serie de lanzamientos de archivo que incluyen grabaciones de estudio y en directo previamente lanzadas, así como otras grabaciones inéditas. Finalmente, el proyecto se plasmó en un sitio web que presenta casi toda la producción discográfica de Young a lo largo de su carrera, disponible para streaming en formato de audio de alta resolución. El proyecto ha estado en desarrollo durante mucho tiempo, comenzando a finales de la década de 1980. A lo largo de su desarrollo, el propio Young ha hecho varias declaraciones sobre el material incluido, las fechas de lanzamiento y el marketing, que resultaron cambiar a medida que el proyecto se modificaba para nuevos formatos multimedia y se ampliaba para acomodar nuevos lanzamientos u otro material relevante.
Los archivos se dividen en varias series. La serie principal consiste en varias cajas recopilatorias, cada una cubriendo un período diferente de la carrera del artista. El epígrafe Performance Series incluye lanzamientos individuales de material en directo, cada uno representando un espectáculo o gira específicos. Finalmente, las Special Release series consisten en álbumes previamente inéditos. Estas diferentes series también se superponen; por ejemplo, dos volúmenes de las Performance Series que están incluidos en cada uno de los dos primeros lanzamientos de cajas de los Archivos también están disponibles por separado. Por otra parte, el álbum Homegrown está incluido en su totalidad en la caja Neil Young Archives Volume II: 1972–1976, pero también se lanzó por separado a principios de 2020.
A partir de 2019, Young ha lanzado un sitio web de suscripción y una aplicación donde toda su música está disponible para streaming en audio de alta resolución. Los Neil Young Archives también incluyen su periódico, The Times-Contrarian; The Hearse Theater, que muestra presentaciones limitadas de películas de conciertos y material inédito; así como fotos y memorabilia a lo largo de su carrera. A fecha de julio de 2024, Young ha dicho que habrá cuatro volúmenes de cajas recopilatorias.

## Cajas recopilatorias

### Volume I: 1963–1972
El primer volumen, The Archives Vol. 1 1963-1972, fue publicado el 2 de junio de 2009. El volumen cubrió la primera década de carrera musical de Young con The Squires y Buffalo Springfield e incluyó demos, descartes y versiones alternativas de canciones de sus álbumes Neil Young, Everybody Knows This Is Nowhere, After the Gold Rush y Harvest, así como pistas que grabó con Crosby, Stills & Nash durante este tiempo. También se incluyen en la caja varios discos en directo, así como una copia de la película Journey Through the Past, dirigida por el músico a principios de la década de 1970.
Volume 1: 1963–1972 fue publicado como un conjunto de diez discos Blu-Ray para presentar audio de alta resolución junto con documentación visual complementaria. También está disponible como un conjunto de diez discos DVD y un conjunto de ocho CD. El 31 de enero de 2010, Volume 1: 1963–1972 ganó el Grammy a la mejor presentación en caja o edición especial limitada, premio compartido por Neil Young junto con sus directores de arte Gary Burden y Jenice Heo.

### Volume II: 1972–1976
Similar en alcance a la primera caja, Neil Young Archives Volume II: 1972–1976 fue publicado oficialmente como una caja de lujo y en formato streaming el 20 de noviembre de 2020. El segundo volumen cubre el trabajo de Young con grupos como The Stray Gators, The Santa Monica Flyers, Crazy Horse, Crosby, Stills & Nash y The Stills-Young Band, e incluye cortes de álbumes, demos, tomas descartadas y versiones alternativas de sus álbumes Time Fades Away, Tonight's the Night, On the Beach, Zuma y Long May You Run, así como el álbum inédito Homegrown en su totalidad y pistas de las múltiples sesiones de CSNY para su abortado álbum Human Highway. Al igual que en el primer volumen, la caja incluye también varios discos en directo, incluyendo el álbum inédito Odeon Budokan, posteriormente publicado por separado. Neil Young Archives Volume II: 1972-1986 fue lanzado como un conjunto de 10 CD, con una edición de lujo que añadió un libro de tapa dura, y no tuvo ediciones en Blu-Ray o DVD por "razones económicas", según explicó el propio Young.

### Volume III: 1976–1987
Neil Young Archives Volume III: 1976–1987 está previsto para publicarse el 6 de septiembre de 2024. Abarcando un periodo de once años, Volume III incluirá, entre otros temas, un álbum y una película titulados Across the Water, que documenta con detalle su gira de 1976 por Japón y Europa con Crazy Horse; A Snapshot in Time, un documental de un ensayo con Nicolette Larson y Linda Ronstadt antes de grabar American Stars 'N Bars; Windward Passage, un álbum en directo de temas grabados con The Ducks en Santa Cruz (California); el álbum inédito Oceanside Countryside; Union Hall, una grabación de Young ensayando con Larson y The Give to the Wind Orchestra antes de su actuación del 12 de noviembre de 1977 en el Bicentennial Park de Miami (Florida); un álbum y una película que documentan su residencia en The Boarding House en 1977; canciones de su álbum inédito Island in the Sun y versiones anteriores de Old Ways; un álbum en directo que documenta las actuaciones de Young con Crazy Horse el 7 de febrero de 1984 en The Catalyst; y un disco de temas en directo y cortes de estudio que Young grabó con los International Harvesters.
El 25 de julio de 2024, Young anunció una preventa de la caja recopilatoria para los miembros de su sitio web. Se lanzarán dos versiones distintas de esta caja: una estándar de 17 CD que estará disponible tanto en tiendas físicas como en línea, y una versión deluxe, disponible exclusivamente en la tienda de Neil Young Greedy Hand, que también contiene 5 discos Blu-Ray. Estos Blu-Ray contendrán once películas en total, cuatro de ellas inéditas y exclusivas de esta caja.

### Volume IV
Según un artículo de Young publicado en el Times-Contrarian, Volume IV está programado para ser la penúltima caja recopilatoria de sus Archives. Actualmente en producción, el marco temporal específico aún no está determinado, aunque se espera que comience con canciones seleccionadas de su primera gira con los Bluenotes en el otoño de 1987.

## Archives Performance Series
El lanzamiento de las cajas recopilatorias fue precedida desde 2006 por lanzamientos individuales de conciertos bajo el epígrafe de Archives Performance Series. Esta sección contiene detalles de los lanzamientos publicados hasta la fecha, ordenados cronológicamente según la fecha de grabación, si bien han sido publicados en un orden diferente, con el segundo volumen (Live at the Fillmore East) publicado en 2006, el tercero (Live at Massey Hall 1971) en 2007, y el primero (Live at the Riverboat 1969) en 2009.

### Década de 1960
Volume 00: Sugar Mountain - Live At Canterbury House 1968
Sugar Mountain - Live At Canterbury House 1968 está etiquetado como el primer volumen en la Performance Series, pero fue el tercero en ser lanzado. Incluye grabaciones de las presentaciones acústicas en solitario de Young en Canterbury House los días 9 y 10 de noviembre de 1968. El álbum fue publicado el 2 de diciembre de 2008.
Volume 01: Live at the Riverboat 1969
The Riverboat 1969, extraído de una serie de conciertos de Young en el Riverboat Coffehouse de Toronto en febrero de 1969, fue grabado por Brian Ahern. Es el único volumen que no ha sido publicado de forma individual y solo está disponible como parte de la caja recopilatoria The Archives Vol. 1 1963-1972 en junio de 2009. El álbum Chrome Dreams II de determinados minoristas también incluyó un CD extra con una pista de adelanto del Riverboat. Diferentes tiendas ofrecían diferentes CDs, cada uno con una pista de adelanto diferente.

### Década de 1970
Volume 02: Live at the Fillmore East 1970
Live at the Fillmore East, publicado en noviembre de 2006, incluye un concierto de marzo de 1970 con Crazy Horse. El álbum fue publicado en CD, LP y DVD, con la versión en DVD incluyendo sonido en alta definición 24/96 acompañado de imágenes fijas del concierto. El álbum se incluyó también como parte de la caja Archives Vol. I: 1963-1972.
Volume 02.5: Live at the Cellar Door
Live at the Cellar Door fue grabado en el Cellar Door de Washington D. C. durante seis conciertos entre el 30 de noviembre y el 2 de diciembre de 1970. Fue publicado el 10 de diciembre de 2013.
Volume 03: Live at Massey Hall 1971
Live at Massey Hall 1971, una presentación acústica en solitario de enero de 1971, fue lanzada en marzo de 2007. El álbum fue publicado en LP, CD y DVD, con la versión en DVD incluyendo sonido de alta definición acompañado de imágenes en película de 8 mm, provenientes del concierto en Stratford (Connecticut) tres días después. El álbum se incluyó como parte de la caja Archives Vol. I: 1963-1972.
Volume 03.5: Young Shakespeare
Young Shakespeare es un concierto acústico en solitario grabado en el Shakespeare Theatre de Stratford (Connecticut) el 22 de enero de 1971, tres días después del concierto en el Massey Hall, publicado el 26 de marzo de 2021. Tras hablarse de la posibilidad de que se emparejara con la edición aniversario de After the Gold Rush, se lanzó oficialmente como un lanzamiento independiente junto con una película del concierto complementaria, la cual había sido utilizada previamente en el lanzamiento en DVD de Live at Massey Hall.
Volume 04: Tuscaloosa
Tuscaloosa es un álbum en directo con grabaciones del concierto en Tuscaloosa (Alabama) durante la gira de 1973 con The Stray Gators, en la que grabó Time Fades Away. El álbum fue lanzado el 7 de junio de 2019. Young declaró en su página web que Tuscaloosa es «lo más cercano a Time Fades Away II que vamos a obtener». Este álbum también se incluyó como parte de la caja Archives Vol. II: 1972-1976.
Volume 05: Roxy: Tonight's the Night Live 1973
Roxy - Tonight's the Night Live fue publicado el 24 de abril de 2018 con motivo del Record Store Day. El álbum está compuesto por un conjunto de conciertos realizados durante la apertura del Roxy Theatre del 20 al 22 de septiembre de 1973. Los conciertos contaron con Young respaldado por los Santa Monica Flyers interpretando canciones del recientemente grabado Tonight's the Night. Este álbum también se incluyó como parte de la caja Archives Vol. II: 1972-1976, con una actuación adicional de «The Losing End» que no está presente en el lanzamiento original.
Volume 07: Songs for Judy
Songs for Judy fue lanzado en CD el 30 de noviembre de 2018 y como doble LP el 14 de diciembre de 2018. Compilado por Joel Bernstein y Cameron Crowe a partir de presentaciones acústicas en solitario durante la gira norteamericana de 1976, previamente había circulado entre los seguidores como un bootleg titulado The Bernstein Tapes.

### Década de 1980
Volume 09: A Treasure
A Treasure documenta la gira con The International Harvesters entre 1984 y 1985. Fue publicado el 24 de mayo de 2011 en formato LP y el 14 de junio en CD y Blu-Ray.
Volume 11: Bluenote Café
Bluenote Café, lanzado el 13 de noviembre de 2015, documenta la gira de 1987/88 con los Bluenotes como promoción del álbum This Note's for You.

### Década de 1990
Volume 11.5: Way Down in the Rust Bucket
Way Down in the Rust Bucket fue el primer lanzamiento de las Archives Performance Series para el año 2021 y se lanzó en CD, DVD, vinilo y en una edición deluxe el 26 de febrero. Es un concierto graba do el 13 de noviembre de 1990 en el Catalyst de Santa Cruz (California) con Crazy Horse. Young había mostrado previamente todo el material en video del concierto como parte de la sección Movietone de su sitio web.
Volume 12: Dreamin' Man Live '92
Dreamin' Man Live '92 fue lanzado el 8 de diciembre de 2009 y presenta las diez canciones del álbum Harvest Moon interpretadas en directo en 1992.

### Década de 2000
Volume 16: Return to Greendale
Return to Greendale recoge un concierto grabado durante la gira de promoción del álbum Greendale en 2003 y fue publicado en CD, LP y acompañado de un filme editado en DVD y Blu Ray.

## Official Bootleg Series
En septiembre de 2020, Young anunció oficialmente una nueva serie de lanzamientos bajo el epígrafe Official Bootleg Series. La intención original detrás de esta serie era duplicar bootlegs populares, manteniendo su arte de portada original, pero mejorando la fidelidad del audio. Sin embargo, el concepto cambió con la primera entrada oficialmente anunciada, Carnegie Hall, que toma el audio del espectáculo ofrecido el 4 de diciembre de 1970 en lugar del set del 5 de diciembre, que había circulado ampliamente.
El 7 de octubre, se anunciaron las primeras seis entradas de la serie, así como la colaboración de Niko Bolas en la producción de estos lanzamientos.
Official Bootleg Series 01:
- Carnegie Hall fue lanzado oficialmente el 1 de octubre de 2021. Incluye las 23 canciones grabadas durante el concierto del 4 de diciembre de 1970 en lugar del set del 5 de diciembre, que había circulado ampliamente.

Official Bootleg Series 02:
- High Flyin' es una grabación de varios conciertos de los Ducks en el Bay Area durante su gira de agosto de 1977 y fue lanzado oficialmente el 14 de abril de 2023. Las pistas incluidas en este lanzamiento fueron ensambladas por Tim Mulligan y fueron todas grabadas profesionalmente, ya sea en vivo en estudio o con el camión analógico de Young.

Official Bootleg Series 03:
- "I'm Happy That Y'all Came Down" fue lanzado el 6 de mayo de 2022. Presenta un concierto del 1 de febrero de 1971.

Official Bootleg Series 04:
- Royce Hall fue lanzado el 6 de mayo de 2022. Presenta un concierto del 30 de enero de 1971, fuente para las canciones "The Needle and the Damage Done" de Harvest como "Love in Mind" de Time Fades Away.

Official Bootleg Series 05:
- Citizen Kane Jr. Blues fue lanzado el 6 de mayo de 2022. Presenta un concierto del 16 de mayo de 1974.

Official Bootleg Series 06:
- Somewhere Under the Rainbow presenta un concierto del 5 de noviembre de 1973 y fue sometido a una votación de los seguidores como un posible lanzamiento oficial antes de que se anunciara esta serie. Fue lanzado oficialmente el 14 de abril de 2023.

## Official Release Series
Aunque la etiqueta Archives es mayoritariamente usada para publicar material previamente inédito, el nombre se está utilizando también para ediciones remasterizadas de álbumes existentes, etiquetados bajo el nombre de Official Release Series. Desde la introducción de PonoMusic, los siguientes álbumes han sido relanzados como parte de la Official Release Series:
Official Release Series 01:
- Neil Young

Official Release Series 02:
- Everybody Knows This Is Nowhere

Official Release Series 03:
- After the Gold Rush

Official Release Series 04:
- Harvest

Official Release Series 05:
- Time Fades Away

Official Release Series 06:
- On the Beach

Official Release Series 07:
- Tonight's the Night

Official Release Series 08:
- Zuma

Official Release Series 08.5:
- Long May You Run

Official Release Series 09:
- American Stars 'N Bars

Official Release Series 10:
- Comes a Time

Official Release Series 11:
- Rust Never Sleeps

Official Release Series 12:
- Live Rust

Official Release Series 13:
- Hawks & Doves

Official Release Series 14:
- Re-ac-tor

Official Release Series 20:
- This Note's for You

Official Release Series 21:
- Eldorado

Official Release Series 22:
- Freedom

Official Release Series 23+:
- Ragged Glory - Smell the Horse

Official Release Series 24:
- WELD

Official Release Series 25:
- ARC

Official Release Series 30:
- Dead Man

Las versiones en disco compacto de los cuatro primeros álbumes mencionados fueron lanzadas el 14 de julio de 2009. Además, los álbumes fueron reeditados como ediciones limitadas en cajas el 24 de noviembre de 2009, tanto en vinilo de 180 gramos como en versiones en CD de oro de 24k. También se lanzaron ediciones en vinilo de 140 gramos de los álbumes individuales en esa fecha.
El 28 de noviembre de 2014, los álbumes Time Fades Away, On the Beach, Tonight's the Night y Zuma fueron también reeditados como cajas de vinilo de edición limitada. Con el lanzamiento de la tienda PonoMusic en 2014, otros seis álbumes fueron reeditados como descargas digitales, lo que hizo un total de 14 álbumes disponibles en 24 bits y 192 kHz.

## Special Release Series
Young también anunció una parte de los archivos conocida como Special Release Series, indicada para publicar álbumes inéditos. Toast, un álbum grabado en 2000 con Crazy Horse, fue el primero anunciado como parte de la serie. Aunque fue anunciado en 2008, Toast permaneció inédito hasta el 8 de julio de 2022. 
Volume 01: Early Daze
Largamente mencionado por Young a lo largo de los años e incluido en su autobiografía Waging Heavy Peace, Early Daze es una colección de grabaciones de estudio raras e inéditas con Crazy Horse. Las diez canciones incluidas en este álbum fueron grabadas en 1969 con la formación original de Crazy Horse, compuesta por Danny Whitten, Ralph Molina, Billy Talbot y Jack Nitzsche. Early Daze fue finalmente lanzado oficialmente el 28 de junio de 2024.
Volume 02: Homegrown
Homegrown, un álbum perdido y archivado en 1975, finalmente fue anunciado para un lanzamiento a principios de 2020. Originalmente programado para su lanzamiento el 17 de abril como parte del Record Store Day de ese año, se retrasó hasta el 19 de junio debido a la pandemia de COVID-19.
Volume 03: Dume
Dume es un  doble disco extraído de las sesiones de 1975 de Zuma con Crazy Horse, incluyendo la mayor parte del material que aparecería en Zuma, versiones alternativas de canciones que aparecen en Rust Never Sleeps, Homegrown y Hitchhiker, así como otras canciones inéditas de la época. Fue lanzado como parte de la caja Neil Young Archives Volume II: 1972–1976 el 20 de noviembre de 2020. Una versión independiente en vinilo fue lanzada el 23 de febrero de 2024.
Volume 04: Odeon Budokan
Odeon-Budokan es un álbum en directo con grabaciones de los conciertos de 1976 en el Budokan Hall de Tokio y el Hammersmith Odeon de Londres con Crazy Horse, lanzado como parte de la caja Neil Young Archives Vol. II: 1972-1976 el 20 de noviembre de 2020. Había sido temporalmente programado para un lanzamiento independiente en 2019, pero se retrasó en favor de Tuscaloosa. Finalmente, se lanzó una versión independiente en vinilo el 1 de septiembre de 2023.
Volume 05: Hitchhiker
Hitchhiker incluye una sesión en solitario de 1976 en los Indigo Ranch Recording Studio en Malibú (California), destinada a ser publicada a finales de los años 70, pero rechazada por Reprise en ese momento. Fue lanzado el 8 de septiembre de 2017.
Volume 06: Chrome Dreams
Chrome Dreams, lanzado oficialmente el 11 de agosto de 2023, es una recopilación de canciones que Young había grabado en los dos años anteriores, recopiladas a partir de varias sesiones con diferentes colaboradores y músicos de apoyo. Recopilado en un principio como un acetato, una copia del mismo circuló ampliamente como un bootleg durante décadas antes de su lanzamiento oficial.
Volume 09: Toast
Publicado el 8 de julio de 2022, Toast es un álbum de con Crazy Horse originalmente archivado que fue grabado en 2001. Tras no quedar satisfecho con los resultados inicialmente, fue dejado de lado para que Neil pudiera enfocarse en grabar Are You Passionate?, su álbum con Booker T. & the M.G.'s.
Volume 10: Paradox
La banda sonora de Paradox fue lanzada dentro de esta serie el 23 de marzo de 2018.